# موت القلب (رواية)
موت القلب (بالإنجليزية: The Death of the Heart)‏ هي رواية للكاتبة البريطانية إليزابيث بوين، نشرت عام 1938، لأول مرة عن دار نشر كنوبف.